# モシモノふたり〜タレントが“おためし同居生活”してみました〜
『モシモノふたり〜タレントが“おためし同居生活”してみました〜』（モシモノふたり〜タレントが“おためしどうきょせいかつ”してみました〜）は、フジテレビ系列で2016年4月27日から2017年3月15日まで毎週水曜日 22:00 - 22:54（JST）に放送されていたトークバラエティ番組。全36回。

## 概要
芸能人の未婚男女1組が2泊3日の「おためし同居生活」を行い、後にMC・同居人がその映像を見ながらスタジオトークを繰り広げる。フジテレビ系列の水曜22時枠でバラエティ番組がレギュラー放送されるのは、『ピカルの定理』（2012年4月 - 2013年3月）以来の約3年ぶりとなる。
2017年からは、友人としてのおためし同居生活企画が行われるようになった。
2017年3月15日を以って終了した。同年4月19日からカズレーザー（メイプル超合金）・劇団ひとり・澤部佑（ハライチ）・バカリズムがMCを務めるトーク番組『良かれと思って!』が放送されている。
尚、MCのバナナマンは当番組がレギュラー放送されていた頃は、当番組と木曜20時枠の『奇跡体験!アンビリバボー』を合わせてフジテレビ系列のゴールデンタイム・プライムタイム帯で2つのレギュラー番組を持っていた。

## 出演者

### MC
- 小泉孝太郎
- バナナマン（設楽統・日村勇紀）

### 同居人
- 2016年はそれぞれ未婚の男女芸能人1組（モシモノ彼氏・モシモノ彼女）
- 2017年は同性の芸能人2人

### スタジオゲスト
- 毎週異なる数人のゲストが出演。

### 取材レポーター
- 藤井弘輝（2016年10月5日 - ）

## ネット局
| 放送対象地域   | 放送局                    | 系列                                         | 放送時間           | 備考       |
| -------------- | ------------------------- | -------------------------------------------- | ------------------ | ---------- |
| 関東広域圏     | フジテレビ（CX）          | フジテレビ系列                               | 水曜 22:00 - 22:54 | 制作局     |
| 北海道         | 北海道文化放送（uhb）     | フジテレビ系列                               | 水曜 22:00 - 22:54 | 同時ネット |
| 岩手県         | 岩手めんこいテレビ（mit） | フジテレビ系列                               | 水曜 22:00 - 22:54 | 同時ネット |
| 宮城県         | 仙台放送（OX）            | フジテレビ系列                               | 水曜 22:00 - 22:54 | 同時ネット |
| 秋田県         | 秋田テレビ（AKT）         | フジテレビ系列                               | 水曜 22:00 - 22:54 | 同時ネット |
| 山形県         | さくらんぼテレビ（SAY）   | フジテレビ系列                               | 水曜 22:00 - 22:54 | 同時ネット |
| 福島県         | 福島テレビ（FTV）         | フジテレビ系列                               | 水曜 22:00 - 22:54 | 同時ネット |
| 新潟県         | 新潟総合テレビ（NST）     | フジテレビ系列                               | 水曜 22:00 - 22:54 | 同時ネット |
| 長野県         | 長野放送（NBS）           | フジテレビ系列                               | 水曜 22:00 - 22:54 | 同時ネット |
| 静岡県         | テレビ静岡（SUT）         | フジテレビ系列                               | 水曜 22:00 - 22:54 | 同時ネット |
| 富山県         | 富山テレビ（BBT）         | フジテレビ系列                               | 水曜 22:00 - 22:54 | 同時ネット |
| 石川県         | 石川テレビ（ITC）         | フジテレビ系列                               | 水曜 22:00 - 22:54 | 同時ネット |
| 福井県         | 福井テレビ（FTB）         | フジテレビ系列                               | 水曜 22:00 - 22:54 | 同時ネット |
| 中京広域圏     | 東海テレビ（THK）         | フジテレビ系列                               | 水曜 22:00 - 22:54 | 同時ネット |
| 近畿広域圏     | 関西テレビ（KTV）         | フジテレビ系列                               | 水曜 22:00 - 22:54 | 同時ネット |
| 島根県・鳥取県 | 山陰中央テレビ（TSK）     | フジテレビ系列                               | 水曜 22:00 - 22:54 | 同時ネット |
| 岡山県・香川県 | 岡山放送（OHK）           | フジテレビ系列                               | 水曜 22:00 - 22:54 | 同時ネット |
| 広島県         | テレビ新広島（tss）       | フジテレビ系列                               | 水曜 22:00 - 22:54 | 同時ネット |
| 愛媛県         | テレビ愛媛（EBC）         | フジテレビ系列                               | 水曜 22:00 - 22:54 | 同時ネット |
| 高知県         | 高知さんさんテレビ（KSS） | フジテレビ系列                               | 水曜 22:00 - 22:54 | 同時ネット |
| 福岡県         | テレビ西日本（TNC）       | フジテレビ系列                               | 水曜 22:00 - 22:54 | 同時ネット |
| 佐賀県         | サガテレビ（sts）         | フジテレビ系列                               | 水曜 22:00 - 22:54 | 同時ネット |
| 長崎県         | テレビ長崎（KTN）         | フジテレビ系列                               | 水曜 22:00 - 22:54 | 同時ネット |
| 熊本県         | テレビ熊本（TKU）         | フジテレビ系列                               | 水曜 22:00 - 22:54 | 同時ネット |
| 宮崎県         | テレビ宮崎（UMK）         | フジテレビ系列 日本テレビ系列 テレビ朝日系列 | 水曜 22:00 - 22:54 | 同時ネット |
| 鹿児島県       | 鹿児島テレビ（KTS）       | フジテレビ系列                               | 水曜 22:00 - 22:54 | 同時ネット |
| 沖縄県         | 沖縄テレビ（OTV）         | フジテレビ系列                               | 水曜 22:00 - 22:54 | 同時ネット |

- 前番組まで1日遅れの木曜深夜に遅れネットしていたテレビ大分（TOS）は、不定期放送。[注 2]

## スタッフ
- ナレーション：バッキー木場
- 構成：海老克哉、加藤淳一郎 / カツオ、山形遼介、丸山コウジ
- ロケ技術
  - TD：遠藤径介（以前はカメラ）
  - TD・カメラ：加藤泰助
  - カメラ：徳久裕、長崎太資、西山政弘、永石秀行、江藤恭真、芳川和也、田中敏和、中澤宏、生野美智信、石坂幸太郎、須田健、陳尾博幸、河合輝久、塚本達郎、室井孝光、古本春樹、山下貴之、五十嵐陽、才沢誠二、門倉秀樹、山脇吉記、石田しんじ、堅岩功、松川翔、櫻井栄希、金光利也、小林孝至
  - VE：丹野基樹、木村雄、渡辺勇気、涌田真也、島真理子、鈴木拓也、小原憲、高井田充、重松敦、鈴木卓也（以前は音声）
  - 音声：笠原祥希、谷口健二、目野綾子、村本達也（弥）、重松敦、佐々木瑠美、村本達弥、吉田奈央、近藤良弘、岩瀬靖生
  - インジェスト：福谷亮、石井司
- スタジオ技術
  - TD・SW：大嶋徹
  - CAM：八柄哲
  - VE：佐藤光
  - 音声：村脇昭一
  - 照明：小井手正夫
- 美術プロデューサー：木村文洋
- デザイン：鈴木賢太、宮川卓也
- 美術進行：村瀬大
- 大道具：山寺宏幸
- 装飾：門間誠
- アクリル：鈴木竜
- 電飾：白鳥雄一
- 生花装飾：宮内由美
- 植木装飾：後藤健
- メイク：大友麻衣子
- CG：山口大樹
- リサーチ：BLUE MOUNTAlN、リベラス
- EED：佐々木智司、伊藤聡彦
- MA：大野健志
- 音効：遠藤治朗
- TK：松下絵里
- 広報：平井隆
- デスク：関谷いづみ
- 監修：阪本明
- アシスタントディレクター：高木泉、山下貴司（毎週）/ 森美沙、田中翔一、猪川昌哉、高野夏樹、後藤慧、川口夏季、大谷俊介、山口早紀、土橋茉央、三井もも、宮本直樹、横杉直樹、宮下耀、太田直登、湯浅遼、三澤栄仁、日高悠太、須藤はるな、松浦直人、片岡諒太朗（週替り）
- AP：伊東芙美子、安達流海子、真田玲菜、溝渕晶子、池田詩織（週替り）/ 山口優衣（毎週）
- キャスティングプロデューサー：馬越脇弘章、佐藤甲三、河本和美
- ロケーションコーディネート：増子美和
- ディレクター：田上晃一、小林悦子、小牧敏哉、丸山仁、児玉アトム、藤原将人、武田雄一、筏津英一、大保大輔、田中雄大、田村秋男、黒本宏希、植木香保瑠、井上学、矢舘雄大、工藤和彦、永井宏幸、大平進士、小澤博之、伊豫直哉、下田亮太、伊藤嘉彦、宮下賢治、黒澤寛、折茂健一、矢館雄大、石澤元希、増田剛、鈴木大介（週替り）
- プロデューサー：光瀬史郎、森本美緒（毎週） / 村松秀昭、有田武史、関原奈津子、中垣佐知子、山口敦司、栗井誠司、上原敏明、高橋研、村山俊彦、中野くみ子、堀田浩司、早坂香里（週替り）
- スタジオ演出：椎葉宏治（以前はディレクター）
- 演出：平野彰子、八木沼邦彦、谷中憲、栗原利典、細田和也（以前はディレクター）（週替り）
- 総合演出・プロデューサー：挾間英行（2016年10月5日 - ）
- ゼネラルプロデューサー：中村百合子
- 技術協力：共同テレビジョン、スウィッシュ・ジャパン、AT Linkage、Ahum Labs Inc.、西尾レントオール、麻布プラザ、NlSHlO、Nextry、株式会社 だだだ、ESPAClO
- 美術協力：フジアール
- 制作協力：ViViA（毎週） / D:COMPLEX、ロングテイル、ユーフィールド、THE WORKS、LUCKY PANDA（週替り）
- 制作：フジテレビ 制作局 第二制作センター（旧バラエティ制作センター）
- 制作著作：フジテレビ

### 過去のスタッフ
- ナレーション：水田わさび、阿座上洋平
- 構成：藤原昭彦
- ロケ技術
  - TP：河野健之（以前はTD）
  - TD：藤田勝巳
- 照明：佐藤博樹
- マルチバックス：大高貢
- MA：中尾和博
- キャスティングプロデューサー：坪井理紗
- 総合演出：中原芳